# Vates festae
Vates festae är en bönsyrseart som beskrevs av Giglio-tos 1914. Vates festae ingår i släktet Vates och familjen Mantidae. Inga underarter finns listade i Catalogue of Life.